# Frode Rasmussen
Frode Rasmussen, född den 27 augusti 1943 i Bergen, är en norsk skådespelare och regissör.
Han debuterade vid Trøndelag Teater, där han slog igenom 1971 som konferencieren i Cabaret. Han var därefter vid Nationaltheatret 1971–1973, Hålogaland Teater 1973–1980, Trøndelag Teater 1980–1988 och Den Nationale Scene 1989–1995. Han var en central gestalt under Hålogaland Teaters etableringsperiod, bland annat som en mycket fysisk Peer Gynt (1975). På Trøndelag Teater gjorde han sig bemärkt i en lång rad roller, som Hamlet, Rikard III, Jeppe på berget, Gregers Werle i Vildanden och Helmer i Ett dockhem.
Rasmussen blev landskänd som Norges förste viktiga Dario Fo-tolkare med enmansföreställningen Herre jemini, gjøgleren kommer! (1981, även i tv). Bland hans många centrala roller i Bergen kan särskilt nämnas Agamemnon i François Rochaix maratonuppsättning av Aischylos Orestien (1991). Hans första stora uppgift vid Nordland Teater, regin av Cabaret (1997), var en stor framgång. Åren 1997–2000 var han teaterchef vid Nordland Teater.

## Filmografi (urval)
- 1984 – Lars på tröskeln
- 1986 – Nattseglare
- 1989 – Tidlös kärlek
- 1995 – Farligt vatten
- 1996 – Hamsun
- 1997 – Insomnia
- 2008 – Varg Veum – Din till döden